# Pericrocotus erythropygius
Pericrocotus erythropygius е вид птица от семейство Campephagidae.

## Разпространение
Видът е разпространен в Индия и Мианмар.